# Чорноморська доктрина

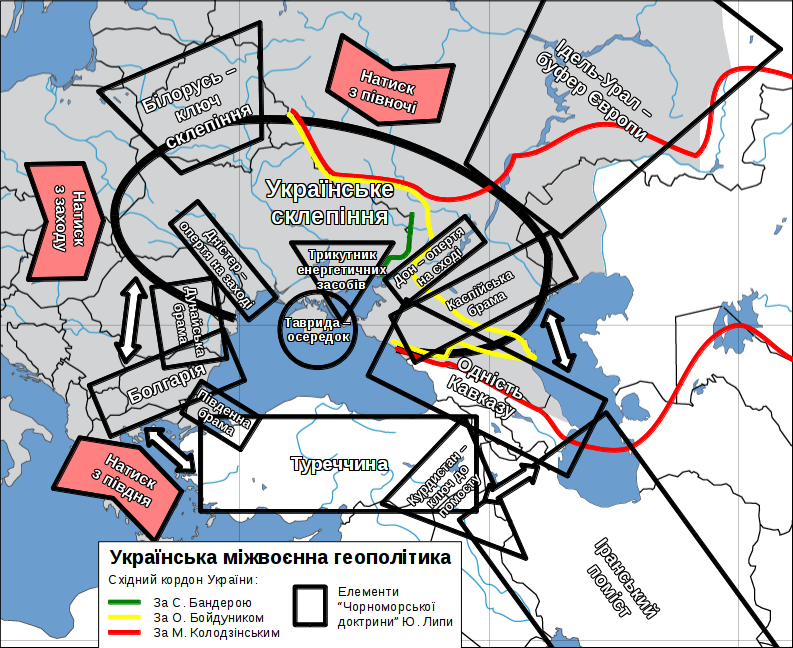
«Чорноморська доктрина» на карті

Чорноморська доктрина (інша назва Чорноморська концепція) — геополітична концепція, яка каже, що причорноморські країни (всі країни, які мають вихід до Чорного моря) мають об'єднатися в один блок навколо політичних, економічних і соціальних цінностей, де лідером буде Україна, враховуючи перевагу України у площі, чисельності населення і його працелюбності.
Створена і детально описана Юрієм Липою в однойменній праці 1940 року. «Чорноморська доктрина» стала першою публікацією, створеного того ж року Юрієм Липою спільно з Левом Биковським «Українського Чорноморського інституту».

## Історія
З'явилась ця геополітична концепція напередодні Другої світової війни, у той час, коли Україна була поділена між чотирма країнами, тобто не мала своєї держави, проте її дуже прагнула. Створення Чорноморської доктрини було результатом систематизації власних ідей Юрія Липи і напрацювань різних українських авторів. Степан Рудницький 1914 року у праці «Короткої географії України» розглядав Чорне море з погляду геополітики, 1918 року Михайло Грушевський в есе «Орієнтація чорноморська», що входило у трактат «На порозі Нової України», виклав основні ідеї щодо ролі Чорного моря у визначенні політики України, що по суті були геополітичною концепцією. 1923 року Степан Рудницький у праці «Українська справа зі становища політичної географії» відзначав важливість Чорного моря, а також передбачав створення мореплавного каналу між Чорним, Балтійським і Каспійським морями.

## Пояснення
Юрій Липа визначає важливу роль Чорного моря для усіх причорноморських країн (України, Грузії, Росії, Румунії, Болгарії, Туреччини), а Україна є своєрідним перекриттям моря — «склепінням», а це склепіння простягається зі заходу від річки Прут і Закарпаття, що опираються на річку Дунай, на схід до регіону Південного Кавказу й Ірану, що опираються на Каспійське море. Саме склепіння опирається на Крим, а ключем до нього є Білорусь і простягається воно з півночі на південь на 800—900 км.
Білорусь відіграє дуже важливу роль у безпеці України, Юрій Липа порівнює її з шоломом, що захищає голову України. Якщо ж з Білоруссю не вдасться побудувати добросусідських відносин, то вона буде раною на шиї України, оскільки Білорусь може стати знаряддям східних чи західних сусідів.
«Тавриду», а саме так Липа називав Крим, він визначав як центр усіх морських доріг Чорного моря й інструментом, що може пожвавити діяльність усього північного узбережжя. Цією назвою підкреслювався глибокий історичний зв'язок зі всім суходолом України і показувались права України на Крим. Також на користь того факту, що Крим був українським служив етнічний склад населення, де 1926—1932 роках переважали українці.
Для безпеки України потрібно гарантувати безпеку Дністра зі заходу і Дону зі сходу. Контроль Дністра дозволить контролювати Серету, Тису і Прут, а також керувати Дунаєм.
Контроль Дону дозволить контролювати Волгу і регіон Каспійського моря, а також охороняти шляхи України на південь, до Ірану. Проте найголовнішим завданням Дону є оборона ресурсів Донецького регіону, регіону над Азовом і всієї Центральної України разом з Кримом.
Юрій Липа переконував щодо доцільності створення чорноморсько-балтійської федерації між українцями, білорусами, поляками і литовцями, де Україна відігравала б головну роль.